# Masoud Pezeshkian
Masoud Pezeshkian (en persa: مسعود پزشکیان‎; Mahabad, 29 de septiembre de 1954) es un médico cirujano y político iraní, perteneciente al movimiento reformista que se desempeña como presidente de la República Islámica de Irán desde el 28 de julio de 2024. 
Previamente representó al distrito electoral de Tabriz, Oskú y Azarshahr en la Asamblea Consultiva Islámica de Irán desde 2008 hasta 2024. También se desempeñó como primer vicepresidente del Parlamento de 2016 a 2020, fue Ministro de Salud entre 2001 y 2005 en el gabinete del expresidente Mohammad Jatamí.
Se postuló en las elecciones presidenciales de 2013, pero se retiró y volvió a presentarse en las elecciones de 2021, pero fue rechazado. Pezeshkian calificó en 2024 y se presentó a las elecciones presidenciales de ese mismo año, donde finalmente ganó y se convirtió en el noveno presidente de la República Islámica de Irán.

## Edad temprana y educación
Pezeshkian nació en Mahabad el 29 de septiembre de 1954 de padre iraní azerbaiyano y madre kurda iraní. En 1973, recibió su diploma y se mudó a Zabol para cumplir con su servicio militar obligatorio. Fue durante esta época cuando se interesó por la medicina. Después de completar su servicio, regresó a su provincia natal, donde ingresó a la escuela de medicina y se graduó en medicina general . Durante la guerra Irán-Irak (1980-1988), Pezeshkian visitó con frecuencia el frente, donde fue responsable de enviar equipos médicos y trabajar como combatiente y médico. Pezeshkian terminó su curso de médico general en 1985 y comenzó a enseñar fisiología en la facultad de medicina.
Después de la guerra, continuó su educación, especializándose en cirugía general en la Universidad de Ciencias Médicas de Tabriz. En 1993, recibió una subespecialidad en cirugía cardíaca de la Universidad de Ciencias Médicas de Irán. Posteriormente se convirtió en especialista en cirugía cardíaca, lo que lo llevó a convertirse en presidente de la Universidad de Ciencias Médicas de Tabriz en 1994, cargo que ocupó durante cinco años.

## Carrera
La trayectoria política de Pezeshkian comenzó cuando se unió a la administración de Mohammad Jatamí como Viceministro de Salud en 1997. Fue nombrado Ministro de Salud cuatro años después, cargo que ocupó de 2001 a 2005. Desde entonces, ha sido elegido miembro del parlamento iraní cinco veces, en representación de Tabriz, y se desempeñó como primer vicepresidente del parlamento de 2016 a 2020.
Pezeshkian es profesor del Corán y recitador de La cumbre de la elocuencia, un texto clave para los musulmanes chiitas. También es miembro de la Sociedad de Amistad Irán-Turquía.

## Vida personal
La esposa de Pezeshkian era ginecóloga. En 1993, Pezeshkian perdió a su esposa y a uno de sus hijos en un accidente automovilístico. Crio solo a sus dos hijos y a su hija restantes y nunca se volvió a casar.